# Alceste Della Seta
Alceste Della Seta (Roma, 13 dicembre 1873 – Roma, 20 dicembre 1942) è stato un politico, avvocato e giornalista italiano.

## Biografia
Nato da una famiglia ebrea, si laureò in giurisprudenza nel 1895 e l'anno seguente s'iscrisse al Partito Socialista Italiano. Nell'estate 1899 Della Seta si trasferì per motivi professionali a Firenze dove divenne anche consulente della locale Camera del Lavoro. Eletto consigliere comunale di minoranza nel 1902 fu riconfermato alla carica due anni dopo in occasione delle amministrative generali.
Tornato a vivere a Roma nel 1905, due anni dopo fu eletto consigliere comunale al Campidoglio. Si dimise nel 1912 in seguito alla risoluzione emanata dal XIII congresso del PSI che decretava la fine delle alleanze eterogenee a livello locale. Fu rieletto nell'assemblea romana, questa volta come consigliere di minoranza, nel 1913. Durante il congresso di Reggio Emilia del luglio 1912 fu eletto alla direzione nazione del partito.
Convinto antimilitarista, denunciò ripetutamente la campagna in Tripolitania intrapresa dal governo Giolitti. Della Seta inoltre attaccò in più di un'occasione l'ala riformista del PSI, accusata di voler scendere a compromessi con la borghesia e di sottovalutare i problemi connessi al militarismo.
Il 1º settembre 1914, insieme a Costantino Lazzari ed Adolfo Zerbini, incontrò Albert Südekum, inviato dalla SPD per saggiare le posizioni del PSI in merito all'ingresso della Germania nella Grande guerra. In quest'occasione Della Seta accusò il suo interlocutore tedesco di imperialismo, specie per la violazione della neutralità belga, e di aver abbracciato le politiche borghesi nazionaliste. Nonostante le sue dichiarazioni avessero riscosso grandi consensi all'interno del partito, la direzione successivamente ratificò la posizione ufficiale dichiarandosi neutrale ed equidistante da tutte le potenze in guerra. Nelle settimane successive Della Seta si adoperò per ripensare Benito Mussolini, improvvisamente diventato interventista, e farlo riavvicinare alla linea neutralista del PSI. A fine novembre 1914 votò per l'espulsione dello stesso Mussolini dal partito per ragioni politiche respingendo però quelle per "indegnità morale". Nel marzo del 1915 Della Seta, a favore di una neutralità che guardava con favore il Belgio, la Francia e le potenze dell'Intesa, si dimise dalla direzione nazionale del PSI che invece continuava a sostenere la neutralità assoluta.
Eletto deputato nelle elezioni del novembre 1919, fu tra i parlamentari socialisti che nella seduta inaugurale della XXV legislatura, dopo aver abbandonato l'aula al momento dell'ingresso di Vittorio Emanuele III, furono aggrediti e malmenati da gruppi di nazionalisti ed ufficiali dell'esercito. Nell'aprile 1920, su incarico del partito, si recò a Budapest, per verificare le condizioni dei dirigenti della Repubblica dei Consigli dopo la fine della guerra romeno-ungherese e la caduta del governo comunista.
Nel luglio dello stesso anno Della Seta fu aggredito da un gruppo di squadristi fascisti nei pressi della tipografia dell'Avanti!. Sul finire del 1920 fu nominato all'interno una commissione parlamentare incaricata di indagare sulla situazione politica bolognese dopo la strage di Palazzo d'Accursio e sugli appoggi occulti di cui godevano i locali Fasci di combattimento. Nel gennaio 1921, in vista del XVII Congresso del Partito Socialista Italiano, dopo aver tentato invano di far congiungere la fazione comunista con quella unitaria, si unì al neocostituito Partito Comunista d'Italia. Il 18 febbraio Della Seta fu aggredito all'interno del Caffè Aragno di Roma da un gruppo di squadristi tra i quali figurava Ines Donati. Dopo lo scioglimento delle Camere, non fu rieletto in occasione delle elezioni del maggio 1921. A fine maggio 1921 fu espulso dal PCd'I per indisciplina. Profondamente amareggiato per questa decisione, nel gennaio 1922 si riscrisse al PSI pur non rinnegando il suo sostegno alla Rivoluzione russa. Durante la marcia su Roma, un gruppo di fascisti tentò l'assalto al suo studio. Pochi giorni dopo, il 4 novembre, Della Seta fu fermato e condotto in un comando di squadristi. In occasione delle elezioni del 1924 si candidò senza successo.
Negli anni successivi continuò ad interessarsi di politica pur essendo costantemente monitorato dalla polizia segreta fascista. Come conseguenza delle leggi razziali fasciste fu radiato dall'albo degli avvocati e dei procuratori il 30 gennaio 1940.